# Museu etnològic de Pego
El museu etnològic de Pego, municipi de la comarca de la Marina Alta (Alacant, País Valencià), està situat al nucli antic de la localitat i, forma part de la Casa de Cultura del poble compartint espai amb la biblioteca pública, l'arxiu municipal, el saló d'actes i el museu d'Art Contemporani. Aquest últim, situat a la primera planta de l'edifici, conté una bona exposició de les obres premiades en el Certamen de Pintura “Vila de Pego”, que recull obres des de la seua primera edició l'any 1976.

## Naixement del museu
Fou creat a partir de la proposta, en 1991, de Josep A. Gisbert, director de l'Escola-Taller Castell de Dénia, a l'Ajuntament de Pego. Aquesta iniciativa venia motivada pel desig d'ampliar la demanda cultural de la mateixa comarca, així com la recerca i control del patrimoni etnològic. La tradició arrossera a Pego, és el centre de la seua exposició; la Marjal de Pego-Oliva, declarada parc natural el 1995, es troba en un constant procés de colmatació, coberta d'argiles i llim provinent de les aportacions dels rius: Bullent i Racons; així com, de les avingudes ocasionades per les grans pluges, fan d'aquest espai un lloc idoni per al cultiu de l'arròs i la taronja. Actualment, conforma un rectangle, de NO a SE, d'unes 1000 hectàrees d'extensió, distribuïdes administrativament entre Pego -unes 700- i Oliva (Safor) la resta.
Així, un gran percentatge de l'exposició està dedicat al món del cultiu i comerç de l'arròs, però també hi es troben espais dedicats a altres feines desenvolupades en la població, com la fusteria i el cultiu de la taronja.

## Contingut principal
El Museu d'Etnologia recull principalment el cultiu de l'arròs i la seua comercialització. En un segon pla es contemplen oficis tradicionals i la taronja. A la fi del segle xviii creix en la població l'interés per produir el cultiu de l'arròs al marjal, una zona pantanosa apreciada ja en època musulmana. Aquest cultiu es converteix en genuí de la zona i exerceix gran influència sobre tota la societat, tant en l'economia, artesania, gastronomia, folklore, etc.
Un recorregut per les sales del museu ens mostren de manera pedagògica dues grans seccions: el cultiu i la molineria amb la seua posterior comercialització. Els textos es veuen ampliats amb dos protagonistes originals: les eines, que són donacions de famílies vinculades amb aquest cultiu, i les fotografies realitzades per fotògrafs professionals amb estudi fotogràfic a la ciutat que eixien al camp amb la finalitat de realitzar reportatges que venien als interessats. Amb el temps han passat a ser un document gràfic de gran importància històrica.
El recorregut per la segona planta segueix un ordre lògic: des de la preparació de la terra, fins a la collita i posterior comercialització de l'arròs, per acabar amb l'exposició d'altres labors arrelades des de fa dècades a Pego, destacant el cultiu de la taronja; tot il·lustrat amb imatges i ferramentes donades al museu per famílies vinculades directament amb aquesta tradició. S'inicia amb una introducció sobre la “importància econòmica de l'arròs al País Valencià”, amb gràfics sobre aquesta producció.
Seguidament, s'introdueix ja, amb el desglossament del procés de cultiu: la preparació de la terra i la sembra o plantà serà la primera de les feines a fer en aquest procés cíclic. Seguidament els panells de la sala exposen la cura i la sega, al fons a mida real es troba la figura d'un pagès, amb la pròpia vestimenta, camisa, calçons, faixa, les garramanxes -per a cobrir-se les cames de les sangoneres-, i el barret; amb una corbella o falç a la mà, pareix disposat per a la sega.
El transport a l'era, la batuda, la dessecació i l'emmagatzematge del producte, seran les activitats que ocupen major espai a dins de l'exposició, sent en aquest moment quan la família pren protagonisme a les fotografies dels panells; era l'etapa que, des d'un punt de vista sociològic, hi tenia més importància. Per acabar el comerç, ací es presenten les diferents marques que copaven els mercats d'aquesta zona, penjades a la pared estan les trepes, per exemple la de l'empresa del Molino Arrocero de José Ortolà González, arroces bomba Pego-Alicante o la de Calasparra.
La visita finalitza amb la visualització d'un vídeo que resumeix tota aquesta important activitat.

## Altres continguts
La segona part del museu etnològic, situada a l'altell dins del mateix espai, conté objectes (ferramentes) i fotografies d'altres activitats també desenvolupades al municipi, sent el cultiu de la taronja el protagonista; s'exposa el conreu i manufactura en cooperatives, així com els diferents tipus de taronja (mandarina, clemenvilla, navelina...) i la seua posterior comercialització. Respecte a la fusteria, són nombrosos els aparells exposats que permetien el seu desenvolupament.